# Khenifiss Nationalpark
Khenifiss Nationalpark (fransk: Le Parc National Khenifiss) er en nationalpark i den sydvestlige del af Marokko, beliggende nær Akhfenir på Atlanterhavskysten i regionen Laâyoune-Boujdour-Sakia El Hamra. Den blev oprettet i 2006 og har et areal på 1.850 km². Nationalparken blev oprettet for at beskytte ørken, vådområder og kystklitter.

## Historie
Parken blev først oprettet som et naturreservat i 1960, og i 1980 blev et område på 200 km² klassificeret som et ramsarområde. I 1983 blev naturreservatet omdannet til en permanent biologisk reservat og i september   26. marts 2006 blev nationalparken oprettet.

## Geografi
Parken ligger ved kysten af Atlanterhavet, nord for grænsen til Vestsahara, mellem byerne Tan-Tan (nord) og Tarfaya (syd). Den nationale vejrute 1, der løber langs den marokkanske atlanterhavskyst, passerer gennem parken.
Parken inkluderer en kystdel, Khenfiss-lagunen, den største lagune ved den marokkanske kyst og den indre del af landet, der ligger på ørkenplateauer. Lagunen er også en vigtig yngleplads for fugle. Rustand, marmorand, og Audouinsmåge er fast hjemmehørende i lagunen, og et stort antal arter kommer som vintergæster. Hvert år forbliver omkring 20.000 fugle i laguneområdet i vintersæsonen.
I den indre del af landet findes sabkhaer (en) og er typisk for Sahara-landskaber. Det inkluderer også klitter og kalkstensplateauer.

## Verdensarvsstatus
Stedet blev føjet til UNESCOs verdensarvsliste tentativliste den 12/10/1998 i naturkategorien. 